# NKVD speciallejr nr. 2
NKVD speciallejr nr. 2 var en af de ti interneringslejre, der blev oprettet som en NKVD speciallejr i den sovjetiske besættelseszone i Tyskland i 1945 i forbindelse med 2. verdenskrigs afslutning. Lejren blev oprettet af Sovjetunionens ministerium for interne anliggende, NKVD.
Lejren blev oprettet i den tidligere koncentrationslejr Buchenwald.
Den 6. januar 1950 overlod de sovjetiske myndigheder kontrollen med alle speciallejrene til den nyligt etablerede østtyske stat DDR, der lagde lejrene inde under DDR's Ministerium for interne affærer i DDR. DDR lukkede lejren den 1. marts 1950.
Mellem august 1945 og frem til lukningen blev indsat 28.455 fanger, heraf 1.000 kvinder, i speciallejren. I alt 7.113 mennesker døde i Speciallejr nr. 2 ifølge de officielle sovjetiske arkiver. De blev begravet i massegrave i skovene rundt om lejren. De pårørende modtog ikke besked om de indsattes død. Fangerne var påståede modstandere af Stalinismen og påståede medlemmer af NAzipartiet eller naziorganisationer; andre var indsat som følge af forveksling af identitet eller tilfældige arrestationer. NKVD tillod ikke fangerne nogen kontakt med omverdenen og gjorde intet forsøg på at fastslå en eventuel skyld hos den enkelte fange.